# 神戶都市圈

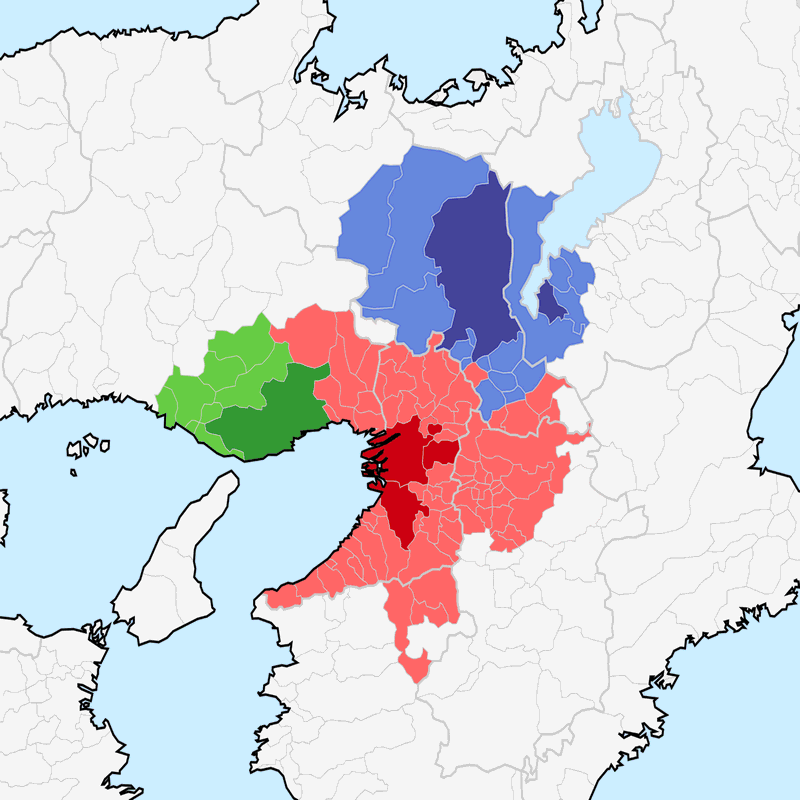
綠色的部分是神戶都市圈的範圍

神戶都市圈（こうべとしけん）指的是以神戶市為中心的一個都市圈。常與大阪、京都合稱為京阪神大都市圈。其範圍包括了神戶市和其附近位於大阪市和神戶市之間的六個都市（蘆屋、西宮、寶塚、尼崎、伊丹、川西六市）。有時也包括東播磨沿海地區（明石市、加古川市、高砂市、稻美町、播磨町）、三木市、小野市、三田市。
- 都市雇用圈（10%通勤圏 - 相対都市圏）：241万9973人
- 10% 通勤通学圏（絶対都市圏）：273万3395人

## 特徵
在1930年代前半期時，神戶是世界四大海運市場之一，并擁有證券交易所。是當時日本的產業經濟中樞。然而在1930年代后半期以來，由于日本將全部資源投入到東京，而導致神戶的相對衰落。儘管如此，神戶依然是亞洲的大港。1973到1978年間更一度成為世界最大的貨柜港。但是1995年的阪神淡路大震災對神戶打擊很大，大阪市相對于神戶更占有了壓倒性的優勢。現在神戶市正有成為大阪的衛星城市的趨勢。

## 關聯條目
- 京阪神都會區
- 大阪圈（京阪神圈）
- 京都都市圈
- 大阪都市圈
- 三宮

## 外部連結
- 神戸市への通勤・通学人口図 （页面存档备份，存于）（総務省統計局）